# The Pitbulls
I The Pitbulls (talvolta scritto come Pit Bulls) sono stati un tag team di wrestling composto da "Pitbull # 1" (Gary Wolfe) e "Pitbull # 2" (Anthony Durante). Furono più noti per la loro permanenza nella Extreme Championship Wrestling, dove vinsero una volta l'ECW World Tag Team Championship. Inoltre entrambi i membri vinsero l'ECW World Television Championship.

## Storia

### World Wrestling Federation
Nel 1989, i The Pitbulls lottatarono brevemente nella World Wrestling Federation, perdendo contro la Hart Foundation il 4 marzo 1989. Poi il 27 giugno 1989 persero contro i Brain Busters.

### Extreme Championship Wrestling
Prima di formare i Pitbulls nella Extreme Championship Wrestling, Wolfe, che in seguito divenne "Pitbull # 1", vinse l'ECW Television Championship il 16 aprile 1994. Nel 1995, Wolfe e Durante che divenne "Pitbull # 2", riformarono i The Pitbulls in ECW. Subito dopo l'ingresso nella società, i Pitbulls vinsero il loro primo e unico ECW Tag Team Championship il 16 settembre 1995 a ECW Gangstas Paradise da Raven e Stevie Richards. Poi Francine Fournier divenne la nuova manager del gruppo. Un mese dopo, persero i titoli contro Raven e Richards. Nel 1996, i The Pitbulls cominciarono una faida intensa con i The Eliminators.
Il feudo culminò a CyberSlam in un three-on-three dog collar match, e i Pitbulls vinsero la partita. Tuttavia, i The Eliminators colpirono i Pitbull e Francine dopo il match. Dopo questo, Pitbull # 2 vinse l'ECW Television Championship il 1 ° giugno a Fight the Power; rimase campione solo per 21 giorni prima di perderlo contro Chris Jericho a Hardcore Heaven.
Il 13 luglio 1996 a ECW Heat Wave, Francine lasciò i Pitbulls e divenne il manager di Shane Douglas. La faida tra Douglas e i The Pitbulls culminò il 13 aprile 1997 in occasione del pay-per-view ECW Barely Legal, dove Pitbull # 2 affrontò Douglas per il Television Championship, ma perse il match. Poi entrambi lasciarono la federazione per andare a combattere nei circuiti indipendenti.

### Fine della collaborazione
Il 25 settembre 2003 Durante morì insieme alla sua ragazza Dianna Hulsey, a causa di overdose di droga. Lui e la sua ragazza sono stati trovati dopo aver passato molti giorni in casa, con i loro due figli piccoli, un bambino di 21 mesi e una di 8. Nel 2005, Wolfe apparve alla World Wrestling Entertainment a One Night Stand per introdurre gli "ECW Remembers" in un video onorario dei wrestler della ECW che erano morti, tra cui il suo vecchio tag team partner, Durante. Dopo la morte del suo ex compagno di coppia, Wolfe tornò nei circuiti indipendenti e lottò per la Pro Wrestling Unplugged come "The Pitbull" Wolfe, dove riutilizzò la gimmink del Pitbull in onore del suo defunto amico e tag team partner.

## Nel wrestling

### Mosse Finali
- Aided superbomb

### Manager
- Francine
- Jason
- Robert Fuller
- Lance Wright
- Cassy Strayter

### Soprannomi
- "The Original Mad Dogs O' War"

### Musica d'ingresso
- Thunder Kiss '65 di White Zombie

## Titoli e riconoscimenti
- Allied Powers Wrestling Federation
  - APWF Tag Team Championship (1)[2]
- Extreme Championship Wrestling
  - ECW Tag Team Championship (1)
  - Hardcore Hall of Fame (2014)
- Grande Wrestling Alliance
  - GWA Tag Team Championship (1)
- Independent Pro Wrestling (Florida)
  - IPW Tag Team Championship (1)[3]
- High Risk Championship Wrestling
  - HRCW Tag Team Championship (1)
- National Wrestling Alliance
  - United States Tag Team Championship (2)